# Vojvodina Novi Sad (volley-ball masculin)
Maillots
Le Vojvodina Novi Sad est un club serbe de volley-ball évoluant au plus haut niveau national.

## Palmarès
- Yougoslavie
  - Championnat de Yougoslavie (2)
    - Vainqueur : 1988, 1989

  - Coupe de Yougoslavie (2)
    - Vainqueur : 1977, 1987
- Serbie-et-Monténégro
  - Championnat de Serbie-et-Monténégro (10)
    - Vainqueur : 1992, 1993, 1994, 1995, 1996, 1997, 1998, 1999, 2000, 2004
    - Finaliste : 2006

  - Coupe de Serbie-et-Monténégro (8)
    - Vainqueur : 1992, 1994, 1995, 1996, 1998, 2003, 2004, 2005
- Serbie
  - Championnat de Serbie (7)
    - Vainqueur : 2007, 2017,  2018, 2019, 2020, 2021, 2022
    - Finaliste : 2009, 2011, 2012, 2016, 2023 et 2025

  - Coupe de Serbie (6)
    - Vainqueur : 2007, 2010,  2012, 2015, 2020, 2024
    - Finaliste : 2017 et 2023

  - Supercoupe de Serbie (it) (5)
    - Vainqueur : 2015, 2019, 2020, 2021 et 2023
    - Finaliste : 2012, 2017, 2018, 2022 et 2024

## Effectif de la saison en cours
Entraîneur : Radovan Dabić  Serbie-et-Monténégro ; entraîneur-adjoint : Nikola Salatić  Serbie-et-Monténégro
| Numéro | Nom               | Taille | Nationalité          |
| 1      | Marko SAMARDŽIĆ   | 1,90   | Serbie-et-Monténégro |
| 2      | Darko FILIPAŠ     | 1,95   | Serbie-et-Monténégro |
| 3      | Branimir PERIĆ    | 1,97   | Serbie-et-Monténégro |
| 4      | Dejan BOJOVIĆ     | 1,97   | Serbie-et-Monténégro |
| 5      | Borislav PETROVIĆ | 2,00   | Serbie-et-Monténégro |
| 6      | Jovan ŠAJNBERGER  | 1,90   | Serbie-et-Monténégro |
| 7      | Miloš VEMIĆ       | 2,02   | Serbie-et-Monténégro |
| 8      | Branko ROLJIĆ     | 1,99   | Serbie-et-Monténégro |
| 9      | Marko PODRAŠČANIN | 2,04   | Serbie-et-Monténégro |
| 11     | Žarko KISIĆ       | 1,98   | Bosnie-Herzégovine   |
| 12     | Zoran JOVANOVIĆ   | 2,00   | Serbie-et-Monténégro |
| 14     | Marko NARANČIĆ    | 2,05   | Serbie-et-Monténégro |
| 15     | Marko KNEŽEVIĆ    | 1,82   | Serbie-et-Monténégro |
| 16     | Ognjen DUDUJ      | 2,01   | Serbie-et-Monténégro |